# Schoutedenidea ophigona
Schoutedenidea ophigona är en fjärilsart som beskrevs av Ghesquière 1942. Schoutedenidea ophigona ingår i släktet Schoutedenidea och familjen mott. Inga underarter finns listade i Catalogue of Life.